# Берёзовая (приток Малой Еловой)

Берёзовая — река в России, протекает в Красноярском крае и Томской области. Устье реки находится в 93 км по левому берегу реки Малая Еловая. Длина реки составляет 34 км.

## Данные водного реестра
По данным государственного водного реестра России относится к Верхнеобскому бассейновому округу, водохозяйственный участок реки — Кеть, речной подбассейн реки — бассейн притоков (Верхней) Оби от Чулыма до Кети. Речной бассейн реки — (Верхняя) Обь до впадения Иртыша.